# Kadu-Sprachen
Die Kadu-Sprachen (auch: Kado-, Kadugli-  oder Kadugli-Krongo-Sprachen, Tumtum) sind eine Gruppe von Sprachen, die im Bundesstaat Süd-Kordofan im Sudan (Nuba-Berge) von wenigen Menschen gesprochen werden. Sie werden heute zumeist der nilosaharanischen Sprachfamilie zugerechnet.
Nach Bender (2000) scheint diese Gruppe sogar zum „Kern“ dieses Sprachphylums zu gehören. Ehret hält die Kadu-Sprachen dagegen für isoliert.
Obwohl Greenberg (1963) diese Gruppe („Tumtum“) dem kordofanischen Zweig innerhalb der Niger-Kongo-Sprachfamilie angegliedert hatte, sind später erhebliche Zweifel an einer solchen Verwandtschaft aufgekommen.
Während die kordofanischen Sprachen beim Nomen im Singular und Plural Klassenpräfixe haben, verwenden die Kadu-Sprachen ihre nominalen Präfixe bzw. Suffixe hauptsächlich zur Numerusunterscheidung. Allerdings gibt es abhängig davon im Katcha (Dholubi) offenbar eine Genusunterscheidung (maskulin, feminin, neutrum), die sich nur durch Konkordanz mit anderen Wortarten zeigt.
Die Bezeichnung Kadu geht auf ein Wort für „Mensch“ in diesen Sprachen zurück, z. B. heißt „Menschen“ auf Krongo kátú.

## Gliederung
Westliche Untergruppe:
- Tulishi [tey] (ca. 9.000 Sprecher)
- Kanga [kcp] (ca. 8.000 Sprecher)
- Keiga [kec] (ca. 6.000 Sprecher)

Zentrale Untergruppe:
- Katcha-Kadugli-Miri [xtc] (ca. 82.000 Sprecher; schließt Tumma mit ein)

Östliche Untergruppe:
- Krongo [kgo] (ca. 22.000 Sprecher; Eigenbezeichnung: nìinò mó-dì)
- Tumtum [tbr] (ca. 7.000 Sprecher)

Über das Krongo existiert eine auf Deutsch verfasste Grammatik von Reh (1985) mit Texten und einem Wörterverzeichnis.